# Santiago Rebull Gordillo
Santiago Rebull Gordillo (* 1829 in Mexiko-Stadt; † 1902 ebenda) war ein mexikanischer Kunstmaler.

## Biografie
Rebull, Sohn des Kataloniers José Rebull und seiner mexikanischen Frau Josefa Gordillo, begann sein Studium an der Academia Nacional de San Carlos de México im Alter von 18 Jahren und studierte dort bei Pelegrín Clavé. Für sein Bildnis von Abels Tod „La Muerte de Abel“ erhielt er ein Stipendium für ein weiterführendes Studium in Europa, wo er sieben Jahre lang an der Accademia di San Luca in Rom studierte. Nach der Rückkehr in sein Heimatland lehrte er dort ab 1860 an der Academia Nacional de San Carlos de México und wurde ein Jahr darauf dort Rektor. Er war Hofmaler von Kaiser Maximilian I. von Mexiko und malte das bekannteste Kaiserporträt von ihm.

## Bekannte Werke

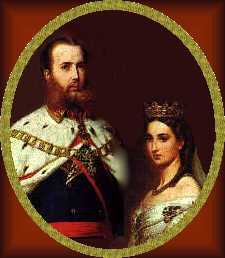
Kaiser Maximilian und Kaiserin Charlotte von Mexiko.

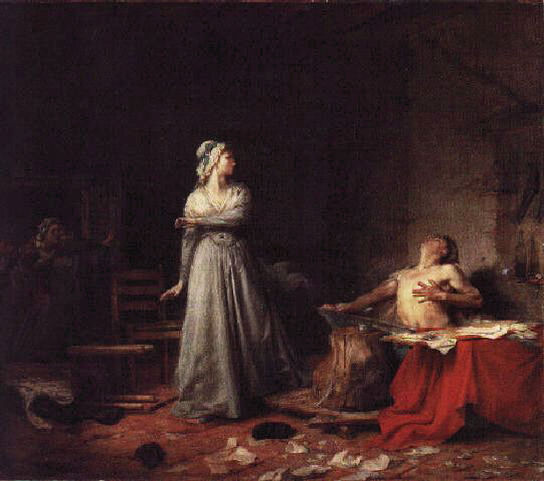
Der Tod Marats

- Porträts von Kaiser Maximilian I. von Mexiko, Kaiserin Charlotte von Mexiko[3], Porfirio Díaz (1872), Ignacio Manuel Altamirano (1868), Benito Juárez (1872), José Yves Limantour (1893)
- „Virgen con Niño“ (1841; Jungfrau mit Kind)
- „Sibila Comana“ (1850)
- „Cristo en Agonía“ (1851; Christus im Todeskampf)
- „La Muerte de Abel“ (1851)
- „Poeta Elymas“ (1853; Dichter Elymas)
- „El Ciego“ (1853; Der Blinde)
- „Cabezas femeninas“ (1853; Weibliche Köpfe)
- „Napolitana“ (1858; Neapolitanerin)
- „Sacrificio de Isaac“ (1858; Isaaks Opferung)
- „La Muerte de Marat“ (1875; Der Tod Marats)
- „Rostro de la Virgen“ (1893; Angesicht einer Jungfrau)
- „Bacante“, 1894
- „La Dolorosa“ (Die Schmerzhafte)
- „San Francisco“
- „Vertientes del Iztaccíhuatl“ (Ansichten des Iztaccíhuatl)